# Mala Mislinja
Mala Mislinja je naselje v Občini Mislinja.